# Zecca di Londinium
La zecca di Londinium fu una zecca romana con sede a Londinium (la moderna Londra). Fu fondata dall'usurpatore Carausio attorno al 286, assieme alla zecca di Camulodunum, perché fino ad allora la Britannia romana non aveva avuto zecche attive. La zecca fu utilizzata dal suo successore Alletto (293-296) e sopravvisse alla riconquista della Britannia da parte di Costanzo Cloro; rimase attiva sotto la dinastia costantiniana, per essere chiusa attorno al 326. Fu brevemente riaperta sotto l'usurpatore Magno Massimo (383-388), col suo nuovo nome di Augusta.